# Sven-Erik Gissbol
Sven-Eric (även Sven-Erik) Gissbol, född Sven-Erik Carlsson den 5 mars 1945 i Halmstad , är en svensk dansbandssångare. Han började sin karriär som basist och sångare i Cool Candys 1968-1977 och kom 1981 till Curt Haagers där han inom kort blev en musikalisk rikskändis. Han stannade där tills han slutade turnera 2003, då han ersattes av Git Persson. Gissbol har även haft en egen orkester, Gissbols.

## Diskografi (urval)
- 1967 – EP: Sven-Eric & Bohemia, Din Skugga Stannar Kvar / Sången Från Molin Rouge[4]